# コストシン・ナド・オドロン
コストシン・ナド・オドロン（ポーランド語: Kostrzyn nad Odrą [ˈkɔst.ʂɨn ˌnad ˈɔdrɔ̃], ドイツ語: Küstrin, Cüstrin; Cozsterine 1232, terra Custerin 1234, terram Costerin 1246, Custryn 1309, Kostryn 1317, Costrzin 1339, Custeryn 1371, Kustrin 1649, Kußcierzin, 低地ソルブ語: Kostrin, カシューブ語: Kòscérzëno, チェコ語: Kostřín, 高地ソルブ語: Kostrin）は、ポーランド西部のルブシュ県ゴジュフ郡でオーデル川とヴァルタ川の合流点にある、ドイツとの国境に接する町である。2007年の住民数19,952名。
第二次世界大戦終結までは、以前のプロイセン王国ブランデンブルク州にあったドイツの町で、キュストリン（ドイツ語: Küstrin または Cüstrin [kʏsˈtʁiːn]）と呼ばれていた。ベルリンから約65km東方に位置していて、16世紀以降その戦略的重要性から町の内外に要塞が構築されていった。独ソ戦末期の1945年に壮絶な戦闘が行われた結果、城壁で囲まれていた旧市街は完全に破壊され、未だに再建されていない。第二次大戦後、連合国はポツダム協定に基づきオーデル・ナイセ線に沿った新しい国境線を引いたので、キュストリンならびに東ブランデンブルク地方は、ドイツ民主共和国とポーランド人民共和国の間で分割された。

## 歴史
おおよそ960年から1200年まで、代々のポーランド公はこの地に城を築いて領地として治めていた。ポーランド公ミェシュコ1世はツェディニャへの遠征（ツェディニャの戦い）の際に、戦略的重要な拠点としてこの地を活用した。子のボレスワフ1世も、この地でバウツェンを征服する戦争の準備をした。12世紀にはポーランドの税務役所を兼ねた前哨基地に発展した。
1223年にヴワディスワフ・オドニツ王子からテンプル騎士団へこの地は与えられたが、1261年にブランデンブルク辺境伯に奪われた。ちなみに1232年のチュートン騎士団へのポーランド語の手紙に、古いスラヴ語で Cozsterine と明記されており、これが キュストリン／コストシン という地名が記録に残されている最古のものである。

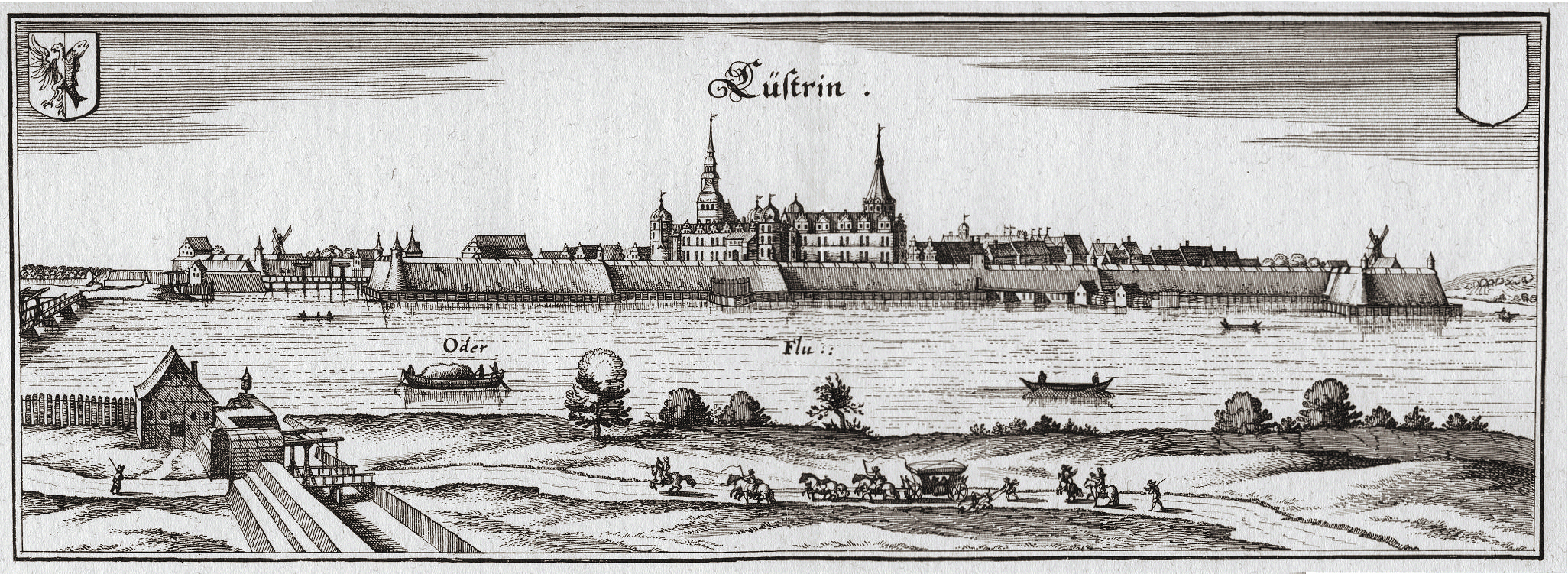
キュストリン遠景　マテウス・メーリアン画 1652年

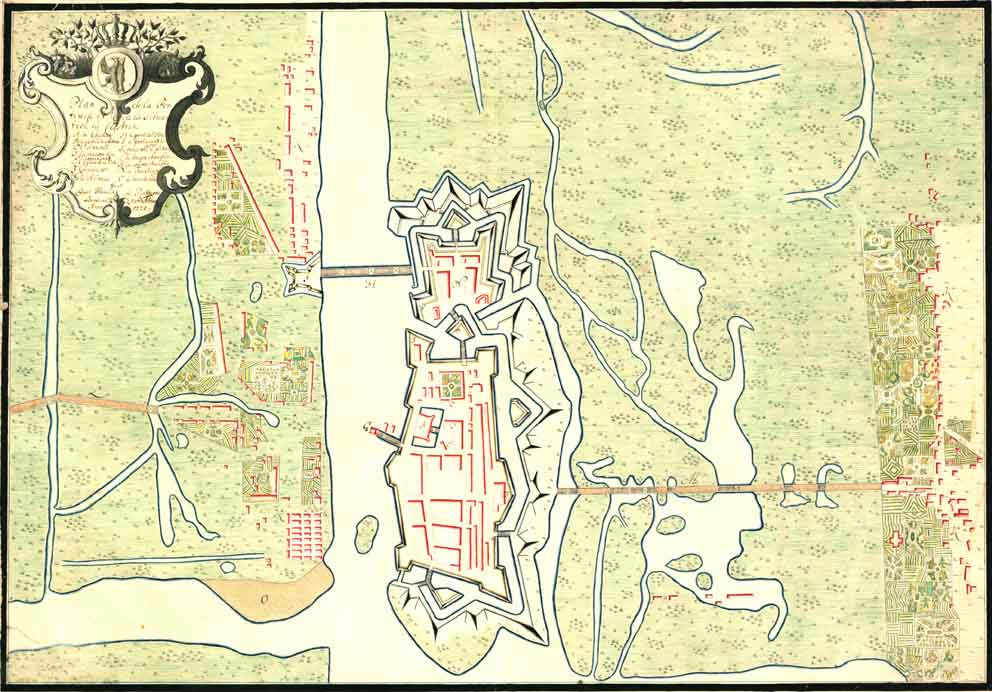
1728年頃のキュストリンの地図

ブランデンブルク辺境伯アルブレヒト3世によって、キュストリンへ1300年には既にマクデブルク法が適用されており、河川を使った貿易が大規模に行われるようになって町は急速に発展した。
ブランデンブルク＝キュストリン辺境伯ヨハンは城を築いて居城にし、1535年から死去する1571年まで東ブランデンブルク地方の都となっていた。やがてこの城は拡張され、この地方で最も大きい要塞の一つへと発展した。

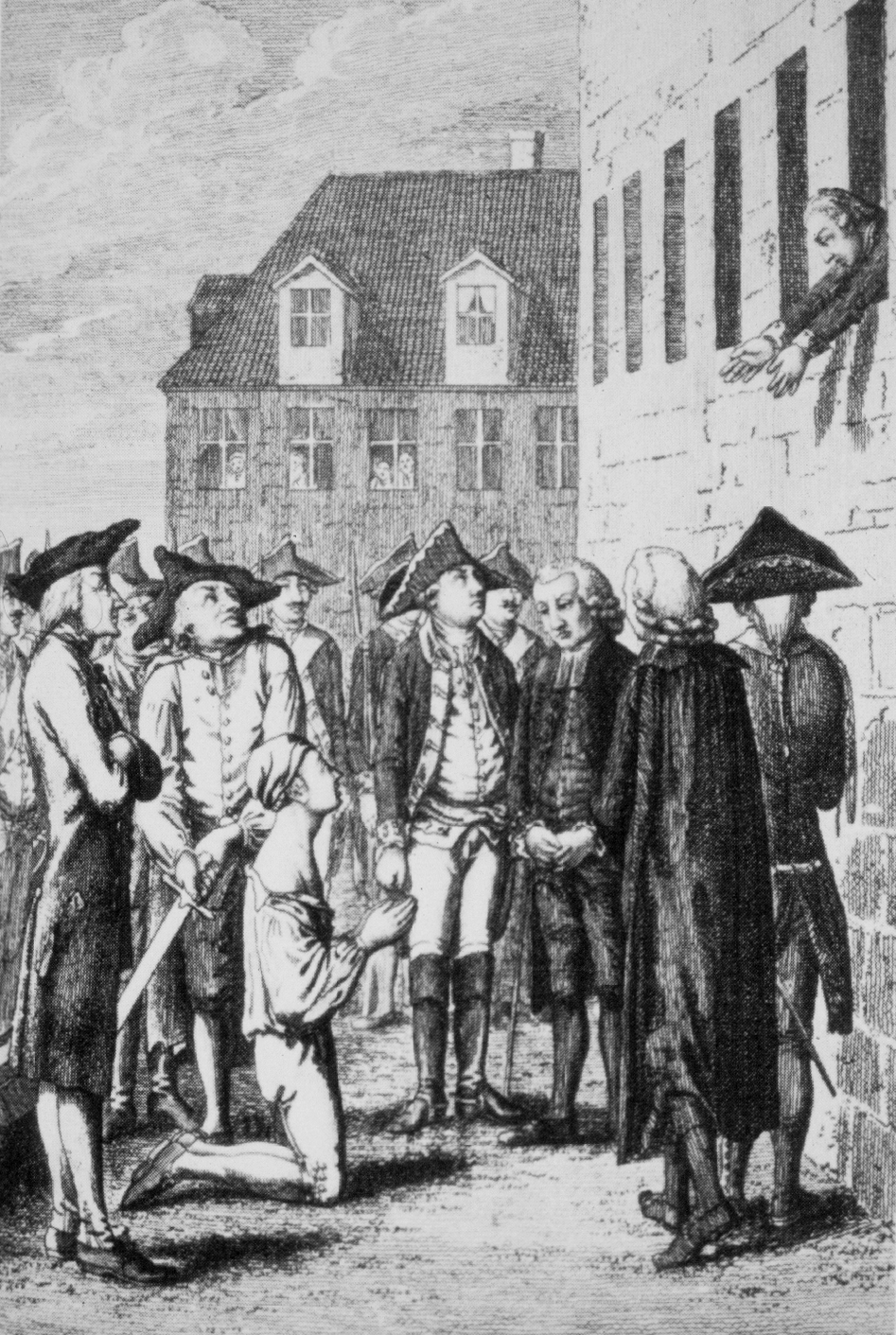
塔の窓からカッテの処刑を止めさせようとするフリードリヒ王子

後にプロイセン国王フリードリヒ2世（大王）として即位することになるフリードリヒ王子が18歳の時、王子の親友にして側近であるハンス・ヘルマン・フォン・カッテと、プロイセン王国からイギリスへ逃亡しようという企てが露見し、父王フリードリヒ・ヴィルヘルム1世によって1730年9月にこの城塞内の塔に監禁されている。同年11月6日、王子が閉じ込められていた塔の傍でカッテは処刑され、王子はその刑の執行を房の窓から見ているよう言いつけられていた。王子は父王から、牢から出されてもキュストリンに留められて、そこの役人から地方と都市の行政について学ぶよう命じられた。それから28年後、七年戦争中の1758年8月25日にフリードリヒ大王は自ら軍を率いて、ベルリンに迫りつつあるロシア帝国軍をキュストリンの北東10kmで迎撃し、ツォルンドルフの戦いが行われた。
ナポレオン戦争中の1806年にフランスに占領され、フランス軍の支配下に置かれた。フランス軍がロシア遠征している1814年に大火に見舞われたが、その後に復興し、プロイセン王国ならびドイツ帝国の鉄道網の重要な集積拠点の一つとなった。鉄道は1857年ベルリンとフランクフルト・アン・デア・オーダーに接続し、1875年にはポメラニアの沿岸都市シュチェチンにつながった。1900年、住民数は駐屯兵を含めて16,473人に達した。
第二次世界大戦勃発時、住民数は24,000人だった。
郊外のAlt-Drewitz（現在はコストシンの行政区の一つであるドジェビツェ）には、ナチスの捕虜収容所Stalag III-Cが置かれ、主にフランス人、イタリア人とソビエト連邦の捕虜が収容されていた。1943年から1945年には、いくつかの強制労働収容所とザクセンハウゼン強制収容所の施設の一部が置かれていた。
鉄道網が集積し32の工場があったことから、連合軍の空爆を受けた。また赤軍のゲオルギー・ジューコフ元帥率いる第1白ロシア方面軍の先鋒がキュストリンの北方でオーデル川に到達した1945年1月31日以降はキュストリン攻防戦が開始され、オーデル・ナイセの戦いとゼーロウ高地の戦いにおいて、ドイツ国防軍は町を城塞としてオーデル川東岸部の橋頭保にしたことで、1945年3月末に赤軍にその周辺地域も含めて制圧された時には町の建物の約95%と32工場全てが破壊されていて完全に瓦礫の山と化していた。
荒廃したキュストリンは、ポツダム会談の決定によりオーデル川で分断され、町の大部分であるオーデル川より東側の地区は戦後、ポーランドの統治下に置かれ、ポーランド語名でコストシンと呼ばれるようになった。コストシンにまだ残っていたドイツ人は追いやられ（ドイツ人追放）、代わりにソビエト連邦領から追い出されたポーランド人(1944-1946)が移り住んだ。若き日のフリードリヒ大王が監禁された城塞を含む旧市街は崩れ落ち、そこの煉瓦はポーランドの他の街などの建設に再利用された。近年、旧キュストリンの姿で町の一部を史実に基づいて再建する計画が討論されているが、まだ具体化されていない。

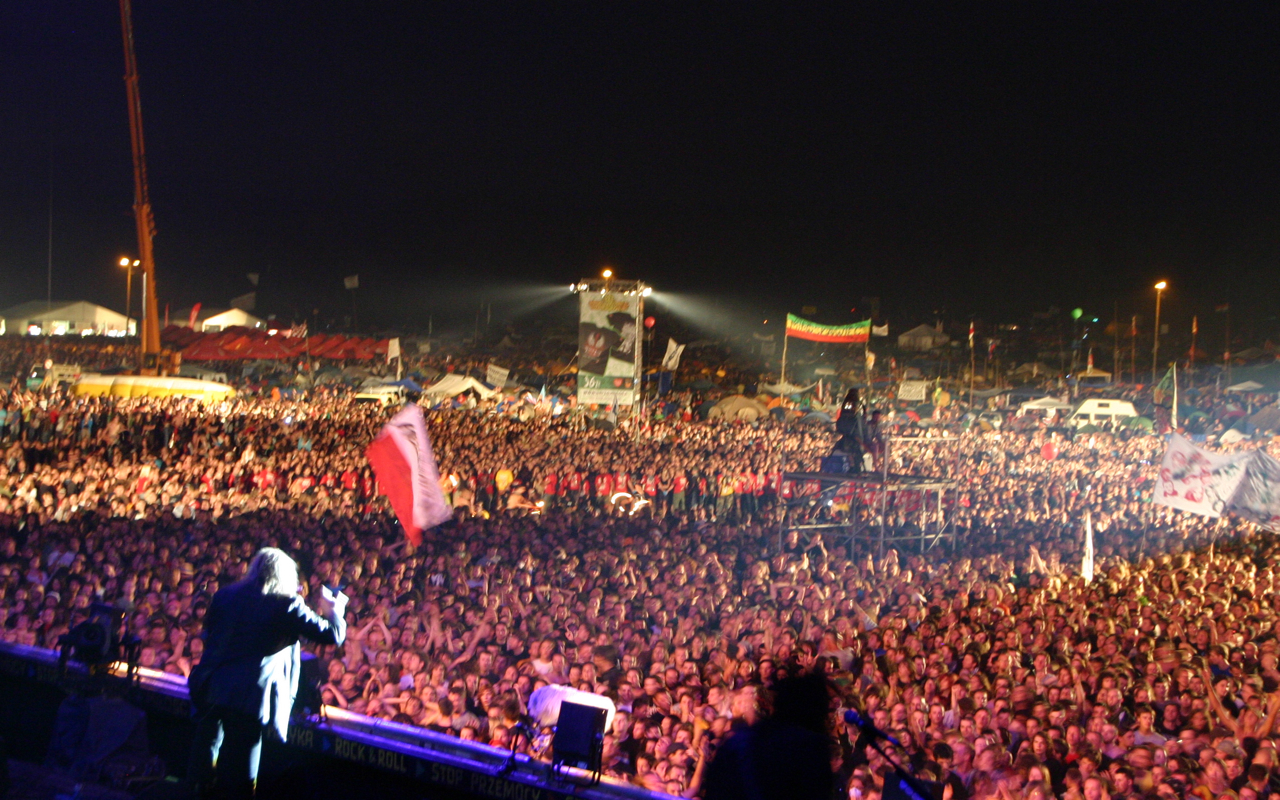
プレジィスタネク・ウッドストック 2011年

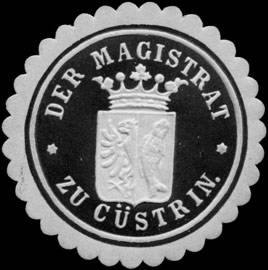
sealing stamp

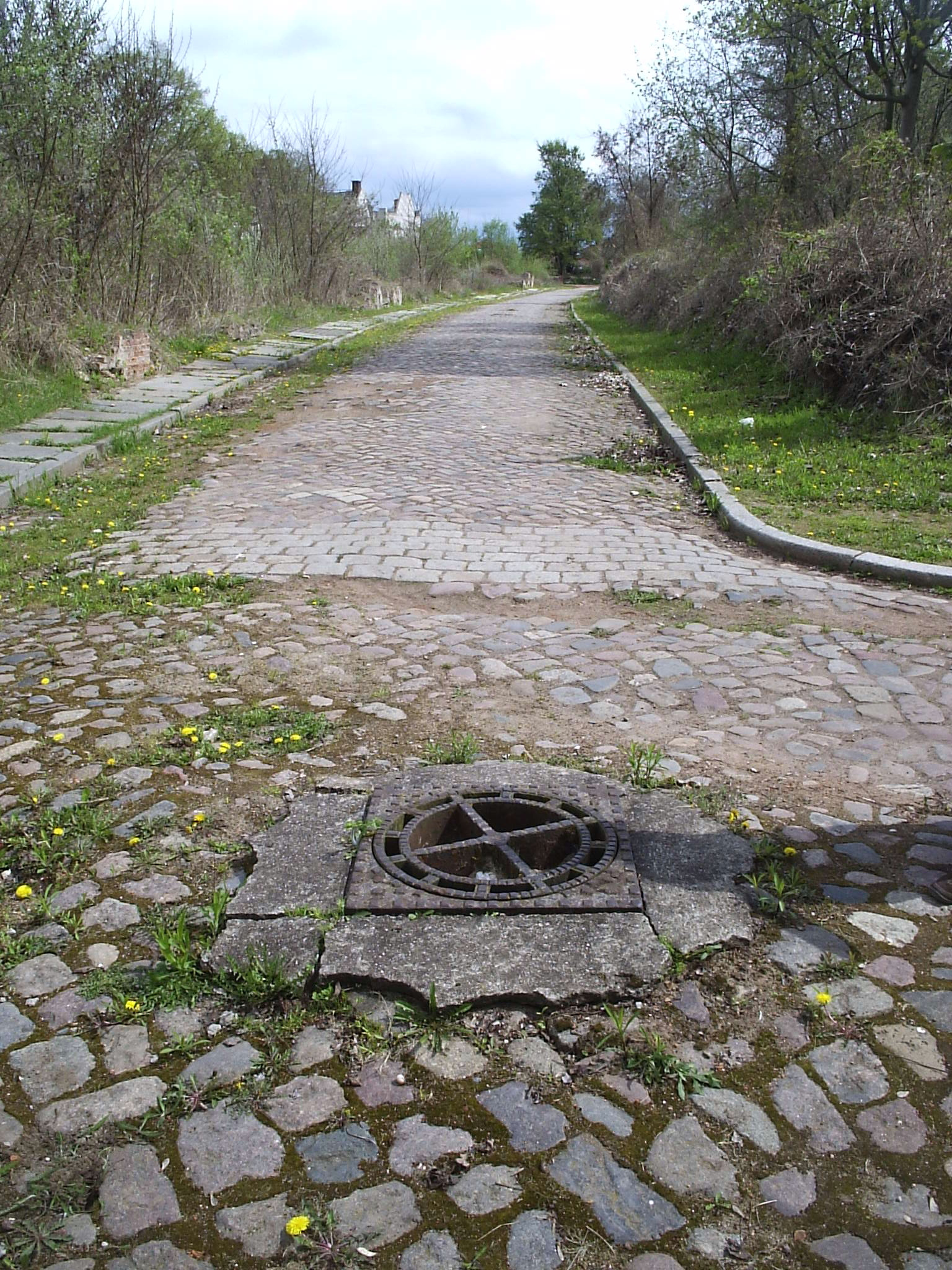
破壊されたままの旧街路 2006年

2004年からコストシンでは年に一度、ヨーロッパ最大で、世界的にも最大レベルの野外音楽フェスティバルであるプレジィスタネク・ウッドストックが、夏季に開催されている。
なお、旧キュストリンの一部だったオーデル川より西側の地区はドイツ領に残り、郊外の村落だったキュストリンキーツを合併して、現在キュストリーナー・フォルラントと呼ばれる。2005年の住民数は2,953人である。

### 年代別の住民数
- 1900年: 駐屯兵含めて16,473人、そのうちカトリック教徒1,095人、ユダヤ人143人。
- 1925年: 約19,500人、そのうちカトリック教徒おおよそ1,800人、ユダヤ人120人。
- 1939年: 約24,000人。
- 1971年: 約11,000人。

## 有名な出身者
- カスパー・フォン・バース（英語版）（1587年 - 1658年） - ブランデンブルク＝プロイセンの言語学者
- フィリップ・フォン・ストッシュ（英語版）（1691年 - 1757年）プロイセン王国の古物商
- アルフレート・フォン・ティルピッツ（1849年 - 1930年） - ドイツ帝国の海軍元帥
- フェードア・フォン・ボック（1880年 - 1945年） - ドイツ国防陸軍の元帥
- ゲルハルト・マッキィ（英語版）（1894年 – 1983年） - ドイツ連邦陸軍の大将
- ポーランド代表サッカー選手
  - ダリウシュ・ドゥドゥカ（1983年 - ） - ディフェンダー、主な在籍クラブチーム：AJオセール
  - グレゼゴルツ・ボジュコビァク（英語版）（1984年 - ） - ディフェンダー、主な在籍クラブチーム：レフ・ポズナン
  - ウカシュ・ファビアンスキ（1985年 - ） - ゴールキーパー、主な在籍クラブチーム：アーセナルFC

## 姉妹都市
- ゼーロウ、ドイツ[1]
- パイツ、ドイツ[2]